# شاعرلو
شاعرلو (بالإنجليزية: Shaerlu)‏ هي قرية تقع في أردبيل في إيران. يقدر عدد سكانها بـ 220 نسمة بحسب إحصاء 2016.